# 诺曼·考辛斯
诺曼·考辛斯（Norman Cousins；1915年6月24日—1990年11月30日）是一位美国记者、作家、教授和世界和平倡导者。

## 生平
考辛斯出生于新泽西州西霍博肯（联合市）的犹太移民家庭。11岁时，他被误诊为肺结核，住进療養院，但这没有改变他活泼爱动的天性。
考辛斯曾读纽约市布朗克斯的西奥多·罗斯福高中，于1933年2月3日毕业，是高中报纸《The Square Deal》的编辑。之后，他获得哥伦比亚大学师范学院学士学位。
1934年，他加入《纽约晚邮报》（今《紐約郵報》），1935年被《当代历史》聘为书评人。1940年，他进入《星期六评论》工作，1942年到1972年担任主编。任内，《星期六评论》发行量从20,000份增加到650,000份。
他于1978年成为加利福尼亚大学洛杉矶分校精神病学和生物行为科学系的副教授。

### 和平主义
1950年代，考辛斯协助将25名广岛少女带到美国接受治疗。
他担任过世界联邦主义者协会（World Federalist Association）主席和理智核政策委员会（Committee for Sane Nuclear Policy）主席。1962年古巴导弹危机后，诺曼·考辛斯领导理智核政策委员会协助美国和莫斯科在1963年缔结部分禁止核試驗條約。1960年代，他启动了美苏达特茅斯和平进程会议（Dartmouth Conference）。

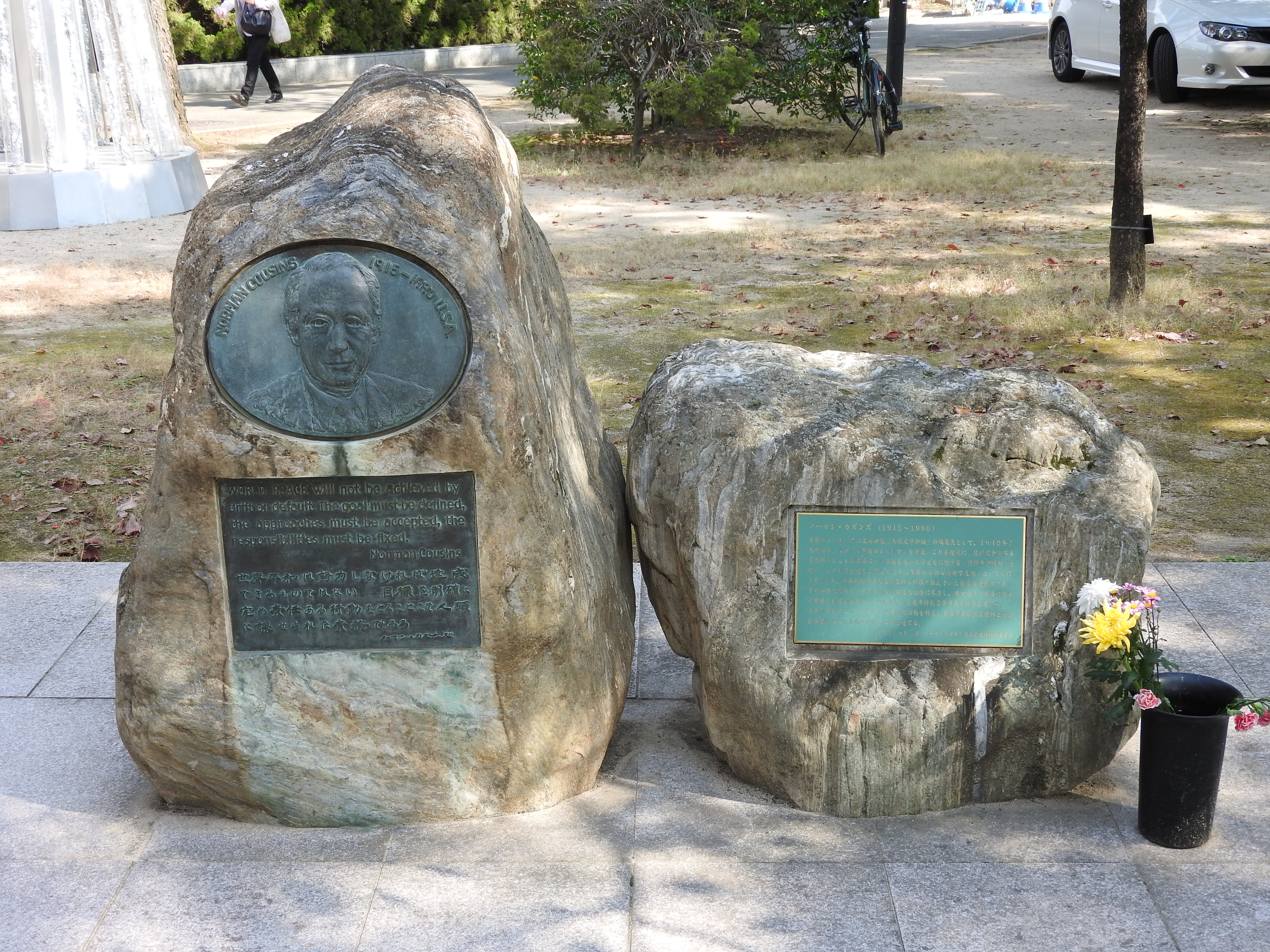
日本广岛和平公园的诺曼纪念碑

1960年代，他以非官方身份促进克里姆林宫、聖座和白宮之间的交流。他获得过许多和平相关奖项，如1990年的庭野和平奖和史懷哲人道主義獎。

### 医学和笑疗法研究
考辛斯相信人类情绪存在生物化学作用，可以对抗疾病。1964年，当他突发結締組織病时，他仍然坚信如此。考辛斯得知自己只有五百分之一机会康复，为此制定了自己的康复计划。他静脉注射了大量维生素C，并常常观看电视节目《Candid Camera》和喜剧片。他一直是一个乐观主义者，以善待他人和热爱生活闻名，曾说：“十分钟真正的捧腹大笑具有麻醉作用，可以让我至少获得两个小时的无痛睡眠。”他与这种疾病的斗争以及他对笑疗法的发现在其《患者自己的疾病剖析》（Anatomy of an Illness as Perceived by the Patient，1979）中有详细介绍。
在晚年，他和妻子艾伦还曾一起通过锻炼、每日补充维生素以及吃健康食品对抗心血管疾病，并以此为主题写了一系列作品，包括其自传体回忆录《人类选择：一本自传笔记》（Human Options: An Autobiographical Notebook，1980） 。
《患者自己的疾病剖析》一书在1984年改编成电影《笑到病除》，考辛斯由爱德华·阿斯纳饰演。然而，考辛斯讨厌电影的商业性质，也不喜欢好莱坞对他的经历耸人听闻的夸大。不过他也认为阿斯纳曾尝试忠实地传达他的精神。

### 去世
1990年11月30日，考辛斯因心力衰竭在洛杉矶去世，比医生预估的存活时间长得多。这是他心脏病发作后10年，结缔组织疾病发作后26年。
他和他的妻子艾伦育有四个孩子。死后，他葬在家族墓地新泽西州的黎巴嫩山犹太公墓（Mt. Lebanon Jewish Cemetery）。